# Deflategate
Il Deflategate è uno scandalo che ha coinvolto i New England Patriots della National Football League (NFL), accusati di avere gonfiato i palloni della finale della American Football Conference (AFC) a una pressione inferiore alla norma contro gli Indianapolis Colts il 18 gennaio 2015. La vicenda, definita anche col nome di Ballghazi, ha sollevato le ire degli sportivi per mesi e il biasimo dell'allora Presidente degli Stati Uniti d'America, Barack Obama.
A seguito di indagini condotte, la Lega sospese il quarterback dei Patriots Tom Brady per le prime quattro partite della stagione 2015, condannò la squadra a pagare una multa di un milione di dollari e la penalizzò nella scelta dei giocatori nel Draft del 2016 e in quello successivo. La condanna inflitta al quarterback fu inizialmente sospesa, in attesa degli esiti del ricorso intentato, confermata quindi nell'aprile del 2016 dal tribunale sportivo.

## Antefatti
Le regole ufficiali della National Football League richiedono che i palloni siano gonfiati a una pressione tra gli 86 e i 93 kPa (o tra le 12,5 e 13,5 libbre per pollice quadrato). Le regole non specificano a che temperatura la misurazione debba essere rilevata.
Prima del 2006, era uso della NFL fornire alla formazione che giocava in casa tutti i palloni necessari. Nel 2006, le regole furono cambiate, così che ogni squadra poté utilizzare i propri palloni in attacco. Le squadre raramente maneggiano il pallone degli avversari, eccetto quando recuperano un fumble o un intercetto. Tom Brady, quarterback dei New England Patriots (come anche Peyton Manning, che era il quarterback degli Indianapolis Colts nel 2006), si espresse in favore del cambiamento della regola, in modo che i quarterback potessero utilizzare i palloni che meglio si adattavano loro.
Un pallone da football meno gonfio del dovuto può essere afferrato meglio favorendo i ricevitori durante le ricezioni dei lanci del quarterback e agevolando il portatore di palla nelle corse, diminuendo il rischio di passaggi incompleti o di perdere il pallone (fumble), in particolar modo in condizioni meteo piovose. Un pallone gonfiato in una stanza calda e portato al di fuori in un campo freddo può perdere pressione, secondo la legge di Gay-Lussac.
Le prime notizie giornalistiche riportarono che gli Indianapolis Colts e i Baltimore Ravens avevano sospettato che i palloni usati dai Patriots nelle partite contro di essi fossero stati deliberatamente sgonfiati per ottenere un vantaggio non consentito durante la stagione 2014; tuttavia, successivamente, il capo-allenatore dei Ravens, John Harbaugh, ha negato che membri della sua squadra abbiano mai sollevato tali accuse.

## La partita
| Foxborough 18 gennaio 2015 | Indianapolis Colts | 7 – 45 (0-14, 7-3, 0-21, 0-7) referto | New England Patriots | Gillette Stadium\| Arbitro: \| Walt Anderson \| |
| Arbitro:                   | Walt Anderson      |                                       |                      |                                                 |

La finale della American Football Conference (AFC) della stagione 2014 si tenne il 18 gennaio 2015 al Gillette Stadium di Foxborough, Massachusetts, casa dei New England Patriots, che ospitarono gli Indianapolis Colts, con la vincente che si sarebbe qualificata per il Super Bowl XLIX.
Nel primo tempo della partita, un lancio del quarterback dei Patriots Tom Brady subì un intercetto da parte del linebacker dei Colts D'Qwell Jackson. A giocata finita, Jackson consegnò il pallone a uno degli assistenti a bordocampo dei Colts per conservarlo come souvenir. Le prime indiscrezioni suggerirono che Jackson fosse stato il primo a sospettare che il pallone non fosse gonfio a sufficienza, ma questi negò l'ipotesi. Jackson disse che in realtà non venne a sapere della controversia finché non scese dal suo aereo di ritorno ad Indianapolis. "Non saprei nemmeno se questo possa essere un vantaggio o uno svantaggio", affermò Jackson. "Non sarei in nessun modo capace di dire se un pallone sia meno gonfio di un altro".
Alla fine del primo tempo, gli addetti della lega esaminarono i palloni. Inizialmente fu affermato che 11 palloni sui 12 usati dai Patriots avevano una pressione inferiore al consentito, ma indagini successive confutarono questa affermazione, aggiustando la cifra al ribasso.
Secondo l'arbitro NFL Dean Blandino, gli arbitri non controllano la pressione dei palloni né prima né durante la gara. Walt Anderson, che diresse quella gara, invece lo fece. I palloni dei Patriots furono gonfiati nuovamente durante l'intervallo perché tornassero a norma.
Vi sono rapporti conflittuali su quali palloni siano stati utilizzati nel secondo tempo. Voci non confermate sostengono che i Patriots abbiano utilizzato il loro set di palloni di riserva nel secondo tempo al posto dei 12 palloni originali, mentre altri sostengono che i palloni furono gonfiati nuovamente nell'intervallo. Nessun dubbio è stato sollevato sui palloni utilizzati nel secondo tempo. Non è dato sapere se i palloni dei Colts fossero stati controllati alla fine primo tempo.
I Patriots erano in vantaggio per 17–7 alla fine del primo tempo; nel secondo tempo (coi palloni gonfiati secondo le regole), i Patriots segnarono 28 punti consecutivi, vincendo per 45-7.
La National Football League avviò un'indagine per appurare se i palloni fossero stati gonfiati in maniera regolamentare. I suoi risultati furono pubblicati nel maggio 2015.

## L'indagine
Il 22 gennaio, il capo-allenatore dei Patriots Bill Belichick indicò di non essere venuto a conoscenza del fatto che i palloni fossero meno gonfi del dovuto fino al giorno dopo l'evento e che i New England Patriots avrebbero "cooperato pienamente" con qualsiasi indagine. Egli affermò:
Brady inizialmente bollò le accuse come "ridicole". Questi tenne anche una conferenza stampa, preparando la sua squadra con un discorso in anticipo. Negò qualsiasi coinvolgimento e affermò che la National Football League non lo avevo contattato riguardo alla sua indagine. Continuò affermando che si sarebbe occupato della cosa prima del Super Bowl e che "questo non è l'ISIS".
In un altro articolo, il 25 gennaio, "una fonte della lega" rivelò a Mike Florio di Profootballtalk.com che 10 dei 12 palloni sarebbero stati vicini al valore di 11,5 PSI, una deviazione minore del minimo consentito rispetto a quanto rivelato inizialmente.
Il 27 gennaio, una fonte anonima della lega affermò che l'indagine si stava concentrando sull'addetto dello spogliatoio dei Patriots che era stato colto nel video di sorveglianza a portare 24 palloni (12 per ogni squadra) in una toilette per circa 90 secondi. Questo video fu fornito alla NFL dagli New England Patriots il giorno dopo la vittoria per 45-7.
Dean Blandino, capo degli arbitri della lega, confermò il 29 gennaio che la NFL non registra l'esatta pressione di ogni pallone, così che non era possibile stabilire se questi fossero significativamente o solo leggermente sgonfi.

### Origini dell'indagine
Il general manager dei Colts Ryan Grigson, parlando alla NFL Scouting Combine del 2015, affermò che "prima della finale della AFC, facemmo presente alla lega i nostri dubbi riguardo al fatto che i Patriots avrebbero potuto usare palloni meno gonfi". Un articolo del New York Post fece notare che la dichiarazione di Grigson implicasse che la NFL fosse a conoscenza in anticipo del problema, contraddicendo l'affermazione di Blandino che la cosa "venne fuori nel primo tempo". L'affermazione contraddice anche il vice presidente esecutivo della NFL Troy Vincent che aveva affermato che Grigson si era rivolto alla lega "durante il secondo quarto della partita".

### Il Rapporto Wells
Il 6 maggio, la NFL pubblicò un documento di 243 pagine sull'accaduto. Questo è divenuto noto come "Wells Report", dal nome del suo autore principale, l'avvocato Theodore V. Wells Jr., dello studio Paul, Weiss, Rifkind, Wharton & Garrison. L'indagine concluse che "era più probabile rispetto al caso contrario" che il personale addetto agli equipaggiamenti dei New England Patriots avesse deliberatamente aggirato le regole. Inoltre, Brady vi sarebbe stato coinvolto e ancora una volta, "sarebbe stato più probabile anzi che no" che fosse a conoscenza dello sgonfiamento. Il rapporto affermò che Belichick e gli altri membri dello staff degli allenatori non erano coinvolti nella situazione. Il rapporto si concentra sulle comunicazioni e sulle azioni dell'addetto allo spogliatoio Jim McNally e sull'assistente John Jastremski. Il rapporto concluse che “è più probabile che no” che i due abbiano deliberatamente sgonfiato i palloni da gara dei Patriots dopo che erano stati testati dagli ufficiali di gara. In diversi messaggi scritti da Jastremski e McNally, i due menzionano e scherzano sullo sgonfiamento, gli aghi e i doni da Tom Brady a McNally. Tom Brady era un riferimento costante in queste conversazioni. McNally si riferì a sé stesso come "the deflator" (lo "sgonfiatore") in un messaggio scritto a Jastremski datato maggio 2014.

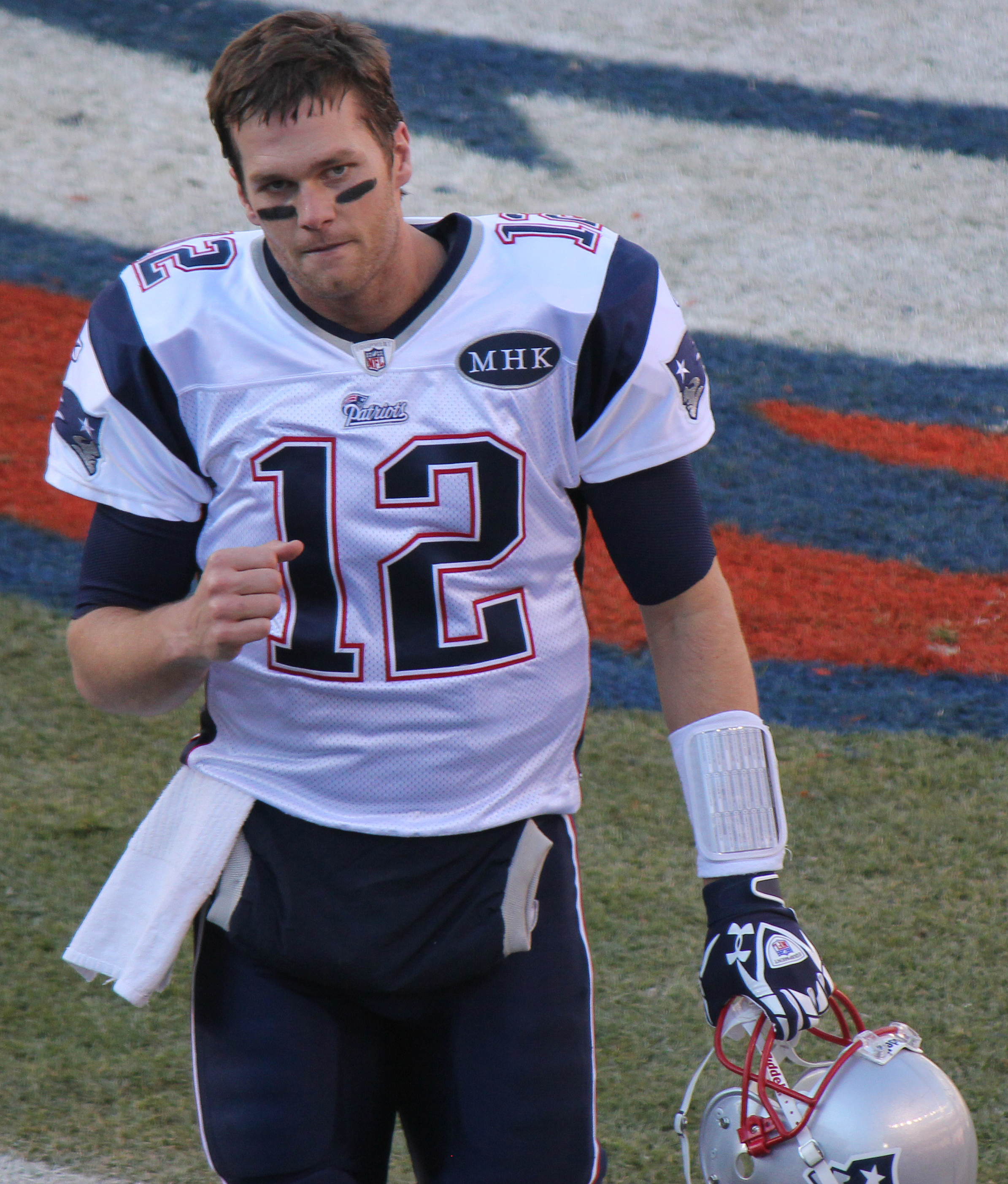
Tom Brady

Analisi scientifiche furono condotte dall'azienda Exponent e supportate dal Dr. Daniel Marlow, professore di fisica della Princeton University. Queste analisi conclusero che, nell'ambito delle condizioni offerte dalla partita, nessun fattore ambientale o fisico avrebbe potuto essere responsabile per la perdita di aria nei palloni usati dai Patriots. Gli studi scientifici supportarono la conclusione del rapporto che la perdita di pressione avrebbe dovuto essere causata da un intervento umano.
Il 7 maggio, quando gli fu chiesto di commentare il rapporto, Brady disse di non avere avuto alcuna reazione dal momento che erano passate solamente 30 ore dalla sua pubblicazione e che lo stava "ancora digerendo", sperando di potere commentare pienamente in futuro. Si riferì inoltre ai commenti del proprietario Robert Kraft dopo la pubblicazione dello stesso. L'agente di Brady Don Yee criticò il rapporto affermando che gli investigatori erano saltati a delle conclusioni.

## Conseguenze
L'11 maggio 2015, la lega sospese Brady per le prime quattro partite della stagione 2015, multò i Patriots di un milione di dollari e revocò loro la scelta del primo giro del Draft NFL 2016 e la scelta del quarto giro del Draft NFL 2017. I Patriots sospesero McNally e Jestremski a tempo indefinito il 6 maggio, con la NFL che specificò che i due non avrebbero potuto essere riassunti senza il permesso della lega. Il proprietario dei Patriots Robert Kraft emanò un comunicato in cui affermò che la punizione aveva "ecceduto nettamente" le ragionevoli aspettative, che ci si era basati su prove circostanziali e che Tom Brady aveva il suo supporto incondizionato.
I commenti sulla punizione iniziale furono di vario tipo. Bleacher Report si riferì alle sanzioni come "brutali". Diversi opinionisti supposero che la reputazione non trasparente dei Patriots, coinvolti in altri scandali in precedenza (come il cosiddetto "Spygate") potesse avere influito. Altri descrissero la punizione come "dura ma giusta". Il 3 settembre 2015 la sanzione imposta a Brady fu annullata dal giudice federale Richard Berman. Il 25 aprile 2016, la Corte d'Appello sportiva ristabilì le quattro giornate di sospensione del quarterback.